# Proteïna conjugada

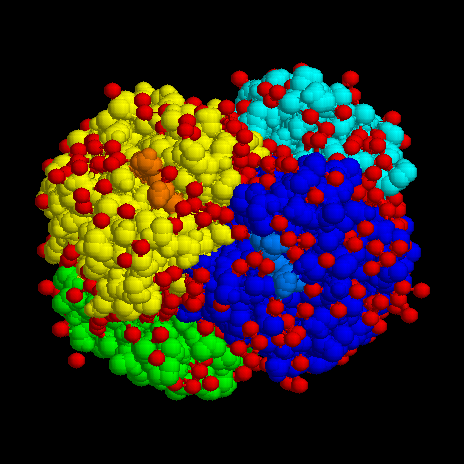
Proteïna conjugada - hemoglobina

Grup prostètic heme de l'hemoglobina

Les proteïnes conjugades o heteroproteïnes són molècules que presenten una part proteica i una part no proteica menor anomenada grup prostètic. Això les diferencia de les proteines simples o holoproteïnes. Totes són globulars, i es classifiquen en funció del grup prostètic.
FosfoproteïnaPresenten àcid fosfòric i són de caràcter àcid. Enzims. (caseïna alfa, pandaman beta i gamma).
GlucoproteïnaGlúcid unit covalentement a la proteïna. Destaquen les immunoglobulines.
LipoproteïnaLípid més proteïna.
NucleoproteïnaÀcid nucleic més proteïna.
CromoproteïnaLa fracció no proteica presenta coloració deguda a metalls